# Joan Josep Rovira i Climent
Joan Josep Rovira i Climent (Cinctorres, 7 de juny de 1947 – Tortosa, 27 de setembre de 2023) va ser un filòsof, narrador, poeta, traductor i editor molt lligat al món rural.

## Biografia
Va nàixer a Cinctorres, un poble de la comarca dels Ports, administrativament de la província de Castelló, però eclesiàsticament de la Diòcesi de Tortosa. Aquesta doble situació jugaria un paper important en la seva sensibilitat com a pensador i escriptor, ja que el ruralisme i el país sense fronteres son temes que va tractar durant tota la seva vida. Va estudiar al Seminari Diocesà de Tortosa, on va aprendre els primers rudiments humanístics i de llatinitat, però prest es va traslladar a Barcelona per estudiar-hi filosofia i teologia, estudis que acabaria a la Pontifícia Universitat Gregoriana de Roma. L'humanisme, el ruralisme i una espiritualitat oberta i progressista van caracteritzar el seu pensament.
Ordenat prevere i retornat a la seva diòcesi natal, va exercir diferents càrrecs pastorals fins a secularitzar-se, tot i que no va deixar mai de ser un rellevant dinamitzador cultural d'unes comarques amenaçades pel despoblament. Així va fundar l'editorial Cinctorres Club, el llegat de la qual es va incorporar en Tartaruga Edicions de Glòria Sabaté.
Afectat per la malaltia d'Alzheimer, va morir a la Residència Sant Miquel Arcàngel de Tortosa, on va viure d'ençà que va perdre l'autonomia.

## Obra
Per la diversitat de gèneres conreats en la setantena d'obres que va publicar, Joan Josep Rovira i Climent és un polígraf. Cada caire de la seva obra, si bé amb unes línies coherents, afegeix perspectives ben diferents. Com a filòsof va treballar, en un moment en què el públic no tenia la sensibilitat actual, qüestions relacionades amb el ruralisme, del qual en fou un defensor en haver viscut el despoblament i les seues conseqüències naturals i en primera persona. És el cas de Pa blader, Breu tractat de filosofia rural i El món absent: segon tractat de filosofia rural. Tanmateix, també té obres més generals, com L'home interrogant: primer assaig de filosofia. Ara bé, les seues obres més populars van ser les dedicades als viatges, on s'hi entrellaça també una perspectiva fortament memorialista. D'aquest vessant cal destacar Viatge de tèbia llum, Olor de terra, El cor vagabund i Volta en carro a Catalunya: cròniques humils. La seva prosa, pel lligam amb el Maestrat, ha estat comparada a la de Jesús Moncada, Francesc Serés i Mercè Ibarz. A més a més, també ha escrit assaig històric i antropològic, amb obres com Panxampla, ¿bandoler o fugitiu?, Circ Raluy o Maquis i masovers, tragèdia a la muntanya. Finalment, també ha publicat obres en vers, com Tortosa al vent.